# Passos (Mirandela)
Passos ist eine Ortschaft und eine Gemeinde im Nordosten Portugals.

## Geschichte
Funde belegen eine vorgeschichtliche Besiedlung, insbesondere die mit Felsmalereien versehenen Wohnhöhlen Abrigos rupestres do Regato das Bouças und Abrigo rupestre da Pala aus dem 3. Jahrtausend v. Chr.
Die heutige Siedlung entstand vermutlich nach der mittelalterlichen Reconquista.
1530 war Passos als Gemeinde mit 66 Einwohnern im Kreis Lamas de Orelhão verzeichnet. 1706 hatte die Gemeinde 80 Einwohner, 1796 waren es bereits 327. Im Jahr 1864 erreichte die Gemeinde eine Einwohnerzahl von 448, die bis auf 685 zu ihrem Höhepunkt 1950 anstieg. Seither ging die Zahl stetig zurück und lang 2011 noch bei 423.
Seit der Auflösung des Kreises Lamas de Orelhão im Jahr 1853 ist Passos eine Gemeinde des Kreises Mirandela.
2015 war Passos Schauplatz der „21ª sessão do Cinema Português em Movimento“, der 21. Auflage der Initiative des portugiesischen Filminstituts ICA, die Portugiesisches Kino in öffentlichen Vorführungen unter freiem Himmel in entlegene Dörfer Portugals bringt. Neben der Verbreitung portugiesischen Filmschaffens dient die Initiative der Kulturförderung in strukturschwachen Regionen und der Belebung des kommunalen Lebens kleiner Ortschaften.

## Sehenswürdigkeiten
- Abris von Regato das Bouças auch Abrigos rupestres do Regato das Bouças: Höhlen mit Felsmalereien aus dem 3. Jahrtausend v. Chr.[3]
- Abrigo rupestre da Pala (auch Buraco da Pala):  Wohnhöhlen mit Felsmalereien aus dem 3. Jahrtausend v. Chr.[4]
- Igreja Paroquial de Passos (nach ihrer Schutzpatronin auch Igreja de Nossa Senhora da Graça): manieristische Gemeindekirche aus dem späten 17. Jahrhundert mit späteren Rokoko-Einflüssen[5]
- Fonte de Mergulho em Passos junto à EN 82: Schwimmbrunnenanlage, an der Nationalstraße EN 82 gelegen[7]

## Verwaltung
Passos ist Sitz einer gleichnamigen Gemeinde (Freguesia) im Kreis (Concelho) von Mirandela im Distrikt Bragança. In ihr leben 333 Einwohner auf einer Fläche von 18 km² (Stand 19. April 2021).
Der namensgebende Ort ist die einzige Ortschaft in der Gemeinde.